# تریر ایرلندی
تریر ایرلندی (به انگلیسی: Irish Terrier)، نام یکی از نژادهای سگ است که خاستگاه آن به ایرلند بازمی‌گردد.

## گالری عکس

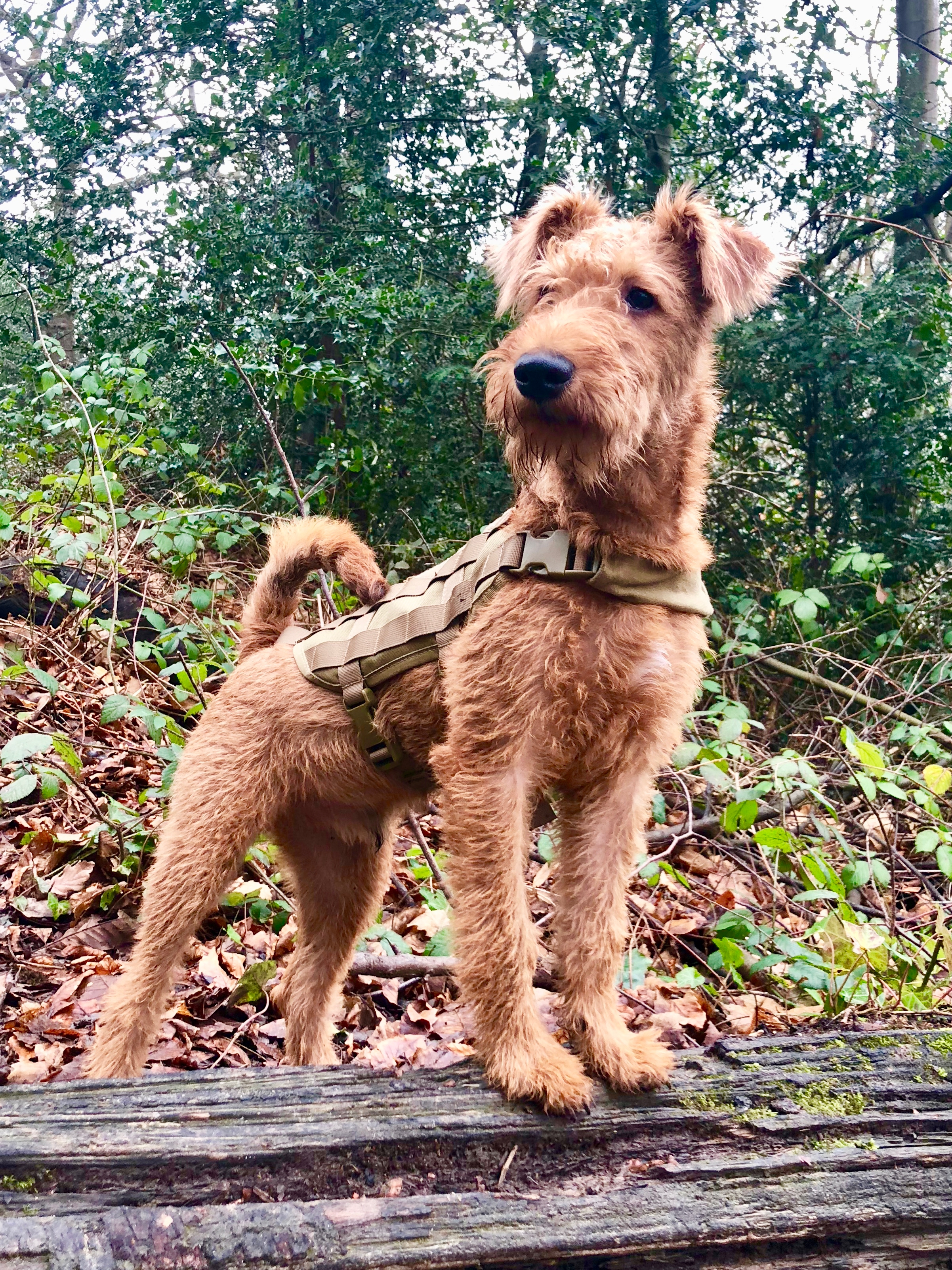
تریر ایرلندی
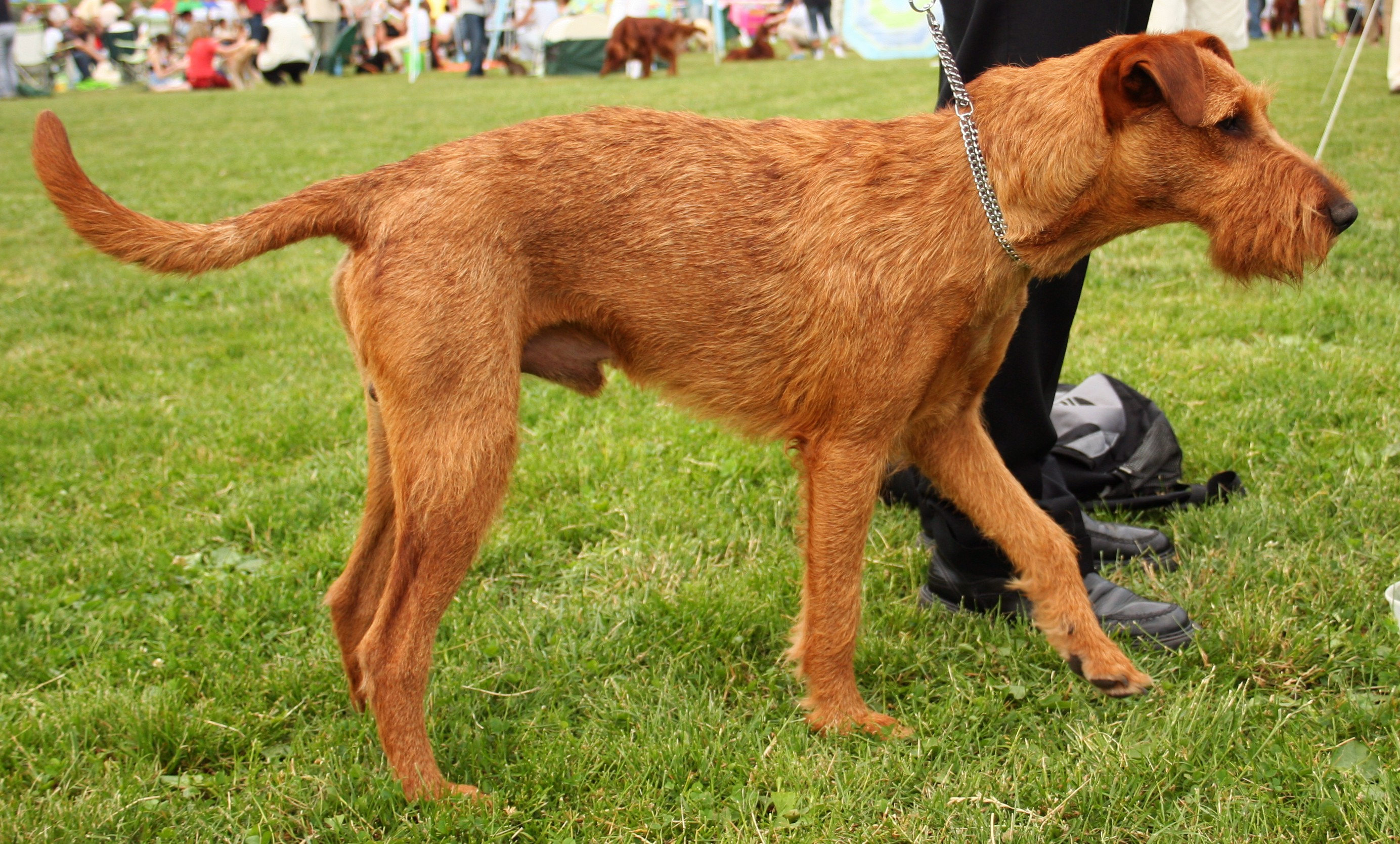
تریر ایرلندی
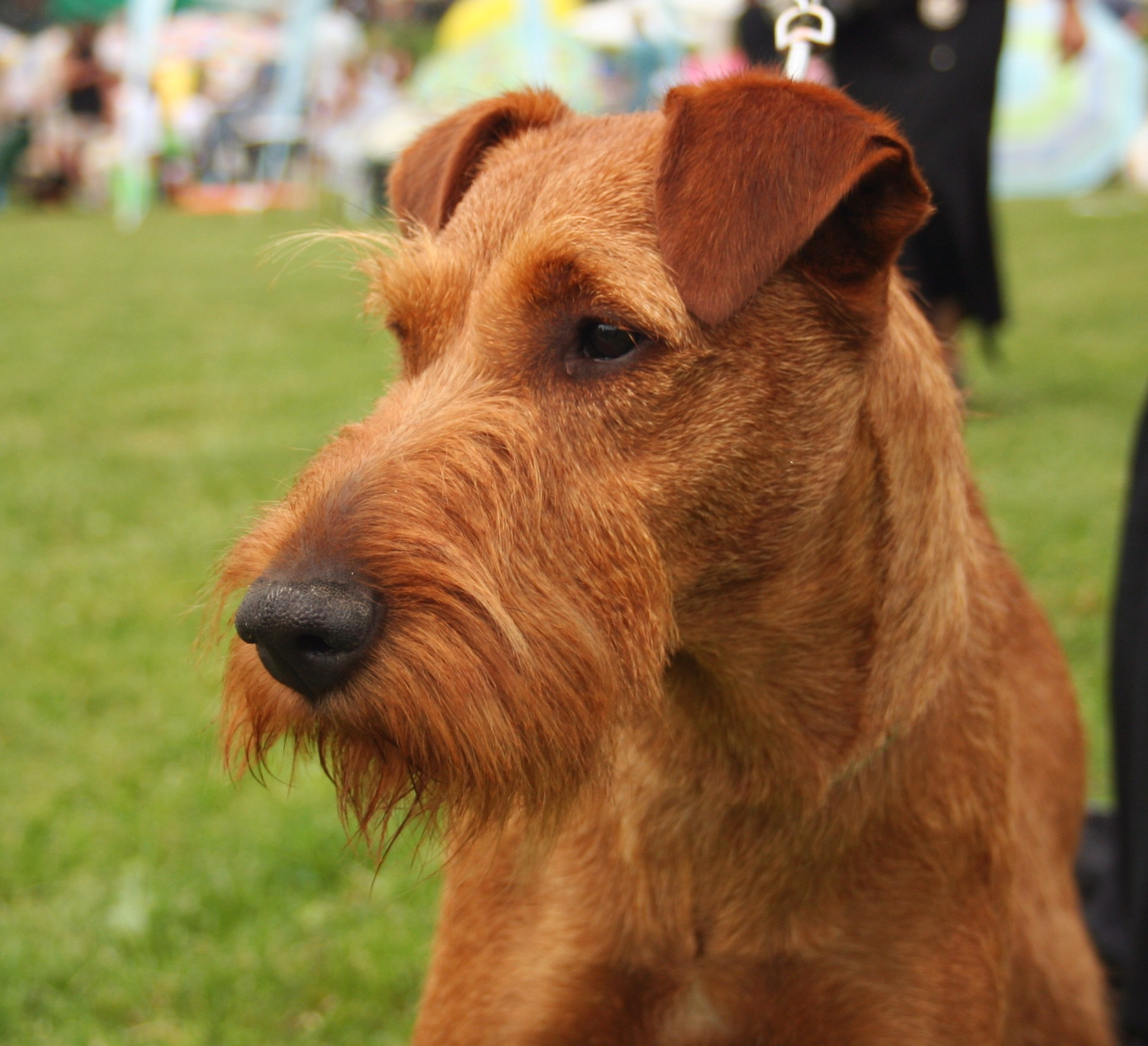
تریر ایرلندی
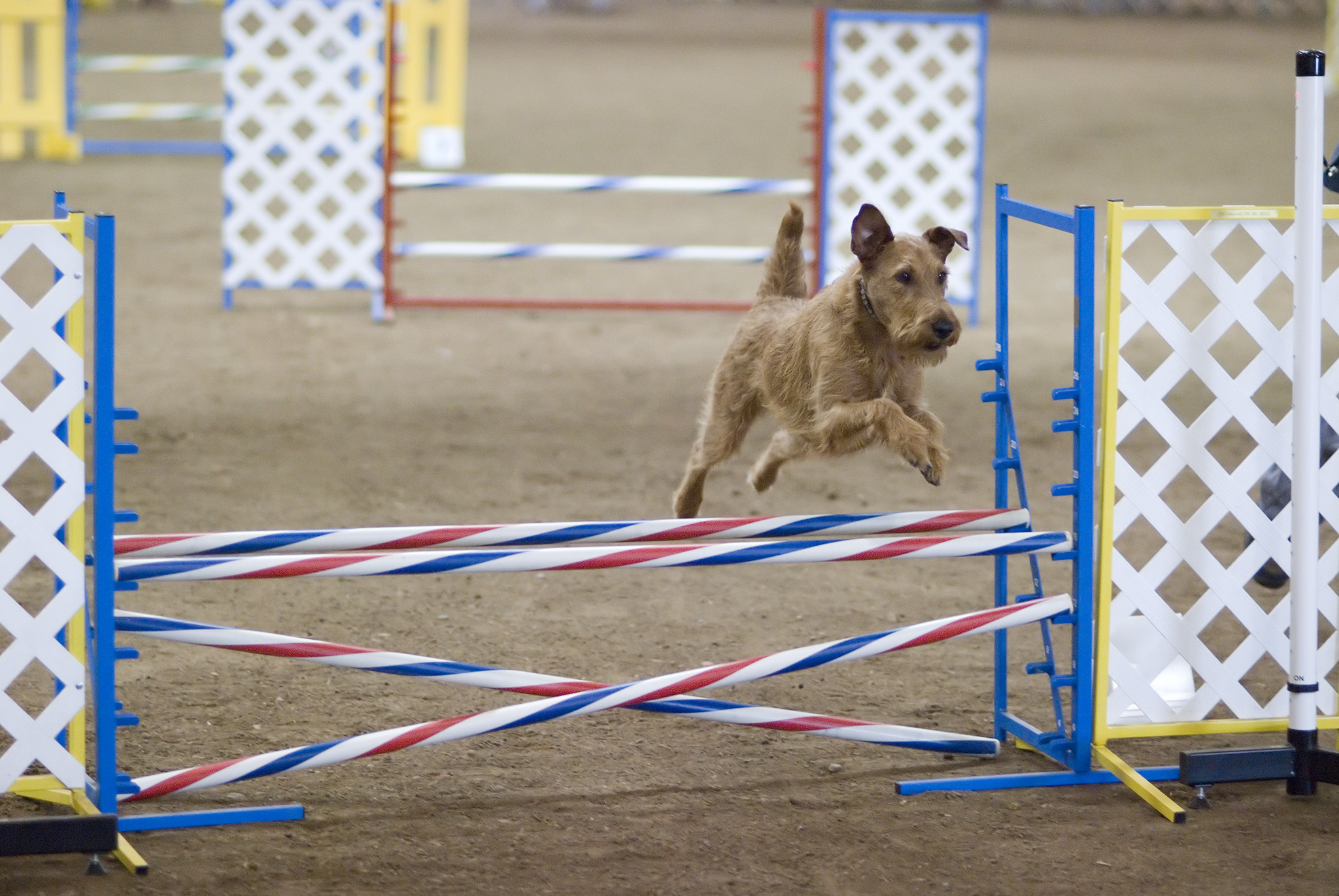
با جهشی ماهرانه
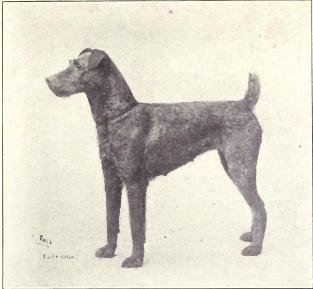
تریر ایرلندی در حدود سال 1915
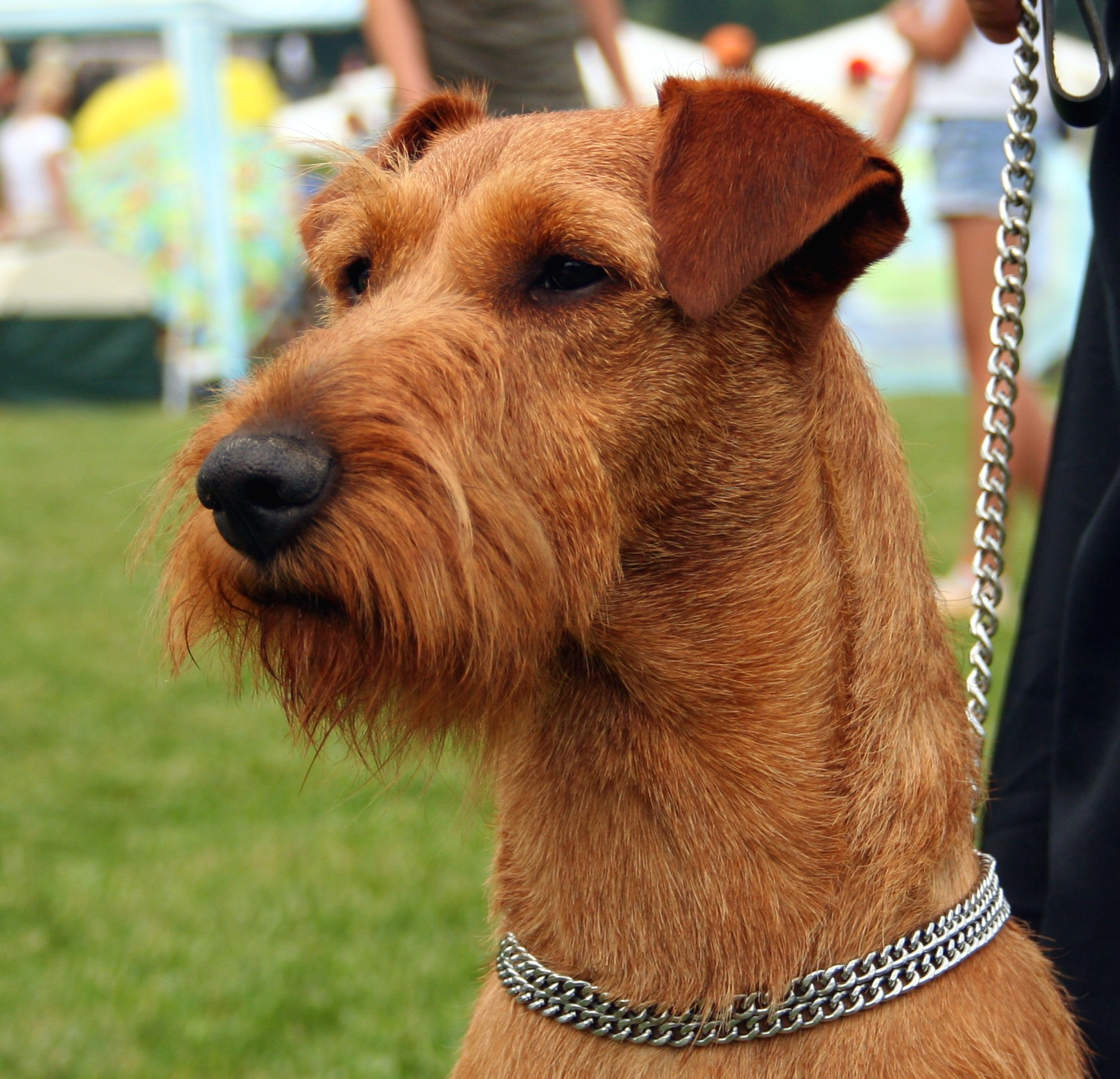
تریر ایرلندی
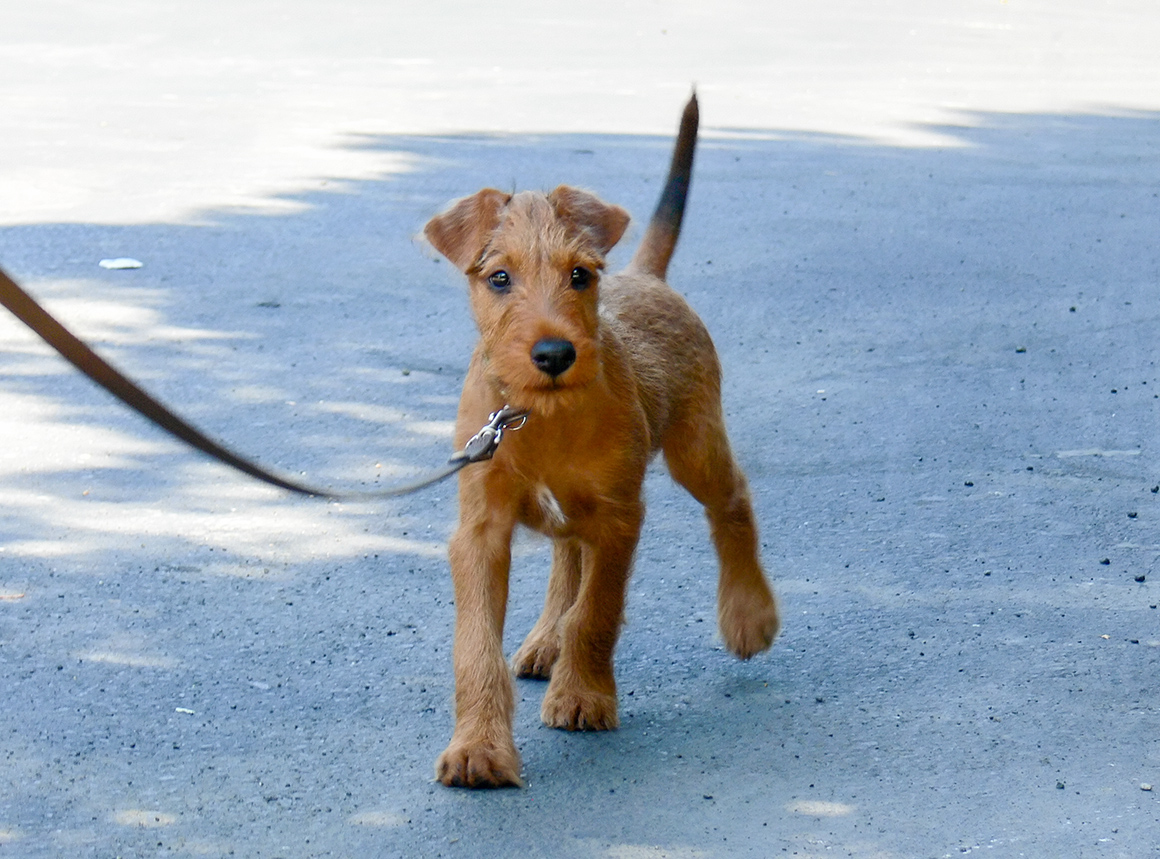
تریر جوان ایرلندی